# Malekūt
Malekūt (persiska: ملکوت) är en ort i Iran.   Den ligger i provinsen Gilan, i den norra delen av landet, 180 km nordväst om huvudstaden Teheran. Malekūt ligger 1 437 meter över havet och antalet invånare är 397.
Terrängen runt Malekūt är kuperad norrut, men söderut är den bergig. Runt Malekūt är det ganska tätbefolkat, med 134 invånare per kvadratkilometer. Närmaste större samhälle är Deylamān, 15,0 km väster om Malekūt. Trakten runt Malekūt består i huvudsak av gräsmarker.